# Герреро, Мария
Мария Герре́ро (исп. María Guerrero; 17 апреля 1867 — 23 января 1928) — испанская театральная актриса, продюсер и режиссёр.

## Биография
Мария Герреро к родилась в Мадриде в 1867 году. Училась в Мадридской Королевской консерватории, прошла курс декламации у актрисы Теодоры Ламадрид. Герреро дебютировала в 1885 году на сцене театра «Эспаньоль» в Мадриде, позже играла в пьесах Хосе де Эчегарая, одного из главных деятелей в культуры Испании в то время. Затем она отправилась в Париж, где играла в пьесах французского драматурга Бенуа-Констан Коклена вместе с Сарой Бернар.
Мария Герреро вышла замуж за актёра Фернандо Диаса де Мендосу в 1896 году, и вместе они основали труппу «Герреро—Мендоса». В 1897 году пара переехала в аргентинский Буэнос-Айрес. Их спектакли в местом театре «Одеон» имели большой успех. Позднее супруги вернулись в Испанию и в 1908 году приобрели мадридский театр «Принцеса». В 1918 году пара выделила часть своего состояния на строительство нового театра в Буэнос-Айресе, который было решено назвать в честь Мигеля Сервантеса. В 1921 году театр Сервантеса был открыт. Из-за финансовых проблем супруги были вынуждены продать театр на аукционе в 1926 году, после чего вернулись в Мадрид.
В 1928 году Мария Герреро умерла. Театр «Принцеса» был куплен испанским правительством после её смерти, и в 1931 году он был переименован в «Театр Марии Герреро». Среди её внуков известный испанский актер Фернандо Фернан Гомес.

## Творчество
«Театральная энциклопедия» называет Марию Герреро крупнейшей представительницей реалистического направления в актёрском искусстве Испании конца XIX — начала XX века. Она ввела в репертуар театра современные пьесы социальной направленности  (Б. Переса Гальдоса, Х. Дисенты, Х. Эчегарая и других), кроме того ставила произведения мировой классики. Герреро исполняла роли в пьесах «Дама невидимка», «Жизнь есть сон», «Саламейский алькальд» Кальдерона, «Дурочка», «Звезда Севильи», «Фуентеовехуна» Лопе де Вега и классиков испанского театра.